# القوراء (مالطا)
القوراء ((بالمالطية: Il-Qawra)‏ ، Maltese pronunciation: [awra]) هي منطقة داخل خليج سانت بول في المنطقة الشمالية، مالطا. يقع بالقرب من بوعيبة وسالينا، وهو منتجع سياحي شهير يحتوي على العديد من الفنادق والمطاعم.
تعد المدينة موطنًا للعديد من أنشطة الرياضات المائية، بما في ذلك قارب الموز والقارب السريع وركوب الزلاجات المائية، فضلاً عن التجديف بالكاياك والغطس والغوص. تُعرف المنطقة أيضًا باسم المنطقة «السياحية» في مالطا نظرًا لوجود العديد من الحانات التي تعرض كرة القدم البريطانية. يمكن أن تصل درجات الحرارة في الصيف إلى 40 °م (104 °ف)، بمتوسط يزيد عن 30 °م (86 °ف). تعد الكازينوهات والبارات والنوادي أيضًا جزءًا رئيسيًا من هذه المدينة الصغيرة. كثير من الناس يسبحون ويستحمون على الصخور، مما يوفر مساحة واسعة للاستحمام الشمسي. تشتهر بالسياح الذين يحبون المشي على البحر ليلا.

## تاريخها
في الفترة حوالي عام 1638، قامت رهبانية القديس يوحنا ببناء برج الكورة في نقطة الكورة. تم بناء بطارية حولها في عام 1715، بينما تمت إضافة جدار تحصين في الستينيات من القرن التاسع عشر. اليوم أصبح البرج والبطارية عبارة عن مطعم، ولا يزال من الممكن رؤية أجزاء من التثبيت.

## الأبرشية
تم تكريس كنيسة القورة الضيقة للقديس فرنسيس الأسيزي. تضم الكنيسة كلاً من القوراء ومحلة بوجيبا المجاورة في منطقتها الجغرافية. يتم الاحتفال بعيد الرعية في 17 سبتمبر، والذي يحيي ذكرى انطباع الندبات على القديس فرنسيس. بدأت الكنيسة في القورة عملها كرعية في 8 ديسمبر 2004. المهندس المعماري لمبنى الكنيسة هو ريتشارد إنجلاند. إنها كنيسة على الطراز الحديث، وليست على نمط الصليب اللاتيني مثل معظم الأبرشيات الأخرى في الجزر المالطية.

## معالم المدينة
تشمل مناطق الجذب الرئيسية في القورة ما يلي:
- متحف مالطا الوطني للأحياء المائية
- متحف مالطا للسيارات الكلاسيكية
- يقع معبد بوعيبة على حدود القورة وبوعيبة